# Iznuda

Iznuda je stjecanje koristi prisilom. Iznuda je kazneno djelo u većini jurisdikcija. Pljačka je najgori oblik iznude.
Iznuda se ponekad naziva "zaštitnički reket", jer reketaši često oblikuju svoje zahtjeve kao plaćanje za "zaštitu" od (stvarnih ili hipotetskih) prijetnji neodređenih trećih strana; iako često, i gotovo uvijek, takva "zaštita" je jednostavno suzdržavanje od štete od strane iste strane, a to je implicirano u ponudi "zaštite". Organizirani kriminal često prakticira iznudu. U nekim jurisdikcijama za počinjenje kaznenog djela nije potrebno stvarno ostvarenje koristi, a za počinjenje kaznenog djela dovoljna je prijetnja nasiljem povezana sa zahtjevom za isplatom novca ili imovine kako bi se zaustavilo buduće nasilje. Radnja se ne odnosi samo na iznuđivanje ili zahtijevanje i dobivanje nečega na silu, već dodatno, u svojoj formalnoj definiciji, znači nanošenje boli i patnje ili prisiljavanje nekoga da trpi nešto neugodno.
Izraz iznuda često se koristi metaforički za lihvarenje ili dizanje cijena, iako se ta djela zakonski ne smatraju iznudom. Također se često slobodno koristi za označavanje svakodnevnih situacija u kojima se jedna osoba protiv svoje volje osjeća dužnom prema drugoj kako bi dobila bitnu uslugu ili izbjegla pravne posljedice. Ni za iznudu ni za ucjenu nije potrebna prijetnja kaznenim djelom, kao što je nasilje, već samo prijetnja koja se koristi da bi se potaknule radnje, novac ili imovina od predmeta iznude. Takve prijetnje uključuju prijavu (istinitog ili ne) kriminalnog ponašanja policiji, otkrivanje štetnih činjenica (kao što su slike predmeta iznude u kompromitirajućem položaju), itd.